# Коста-Рика на летних Олимпийских играх 1984
Коста-Рика принимала участие в Летних Олимпийских играх 1984 года в Лос-Анджелесе (США) в седьмой раз за свою историю, но не завоевала ни одной медали. Сборная страны состояла из 28 спортсменов (27 мужчин, 1 женщина).